# Дисна
Дисна (рус. Дисна; блр. Дзісна; литв. Dysna) литванско-белоруска је река и лева притока реке Западне Двине (део басена Балтичког мора). 
Истиче из истоименог језера на подручју Игналинског рејона у Утенском округу, тече у правцу запад-исток преко територија Браславског, Паставског, Шаркавшчинског и Мјорског рејона Витепске области и након 178 km тока улива се у Западну Двину код града Дисне у Белорусији. 
Укупна површина басена реке Дисне је око 8.180 km², а највећи део њеног тока је на територији Белорусије (7.730 km²). Просечан проток у зони ушћа је 52,4 m³/s.
На реци се налази и варошица Шаркавшчина. 
Њене најважније притоке су Бирвета, Јанка, Аута, Галбица, Јељњанка, Дрисвјата и Берјозовка.